# Murici (Alagoas)
Murici é um município brasileiro do estado de Alagoas.
Está localizado na Zona da Mata Alagoana, com uma população estimada de 28.333 habitantes (IBGE 2020). Está a uma distância de aproximadamente 44 km da capital Maceió.

## História
O monge Frei Domingos é considerado o fundador de Murici. Foi ele, que, segundo a lenda, plantou um 'muricizeiro bravo' por volta de 1810. À sombra da árvore, paravam os viajantes para descansar e vender produtos. Antes de tornar-se cidade, o povoado de Murici 
pertenceu à antiga Vila dos Macacos, Imperatriz, Santa Maria Madalena e União dos Palmares. Os moradores da antiga Imperatriz eram conhecidos como 'macaquitos da Imperatriz'. Foram eles que construíram uma capela para Nossa Senhora da Conceição e casas, chamadas de 'testa de bode' e destinadas à compra de algodão em rama, uma das primeiras culturas da região.
Em 1829, dois frades, Cassiano e João, reconstruíram a capela de Murici e mudaram a padroeira para Nossa Senhora das Graças.
O primeiro grêmio político teve como fundador o padre Joaquim Lopes, um português que foi morar em Murici porque era perseguido como traidor do movimento mata-marinheiro. De 1855 a 1860 o povoado teve momentos de muita tensão política. Primeiro, por causa da luta entre os partidos liberal e conservador. Depois, em razão da política do Barão de Jaraguá que pretendia derrubar a Junta Governativa, composta pelo capitão Bruno Ferreira, Vasco Marinho, Gama de Melo, Vieira Peixoto, cônego Calheiros e representantes das famílias Holanda e Cansanção. Em 1872, foi elevado à categoria de vila pela lei provincial nº 626 de 16 de março e cidade pela lei estadual nº 15 de 16 de maio de 1892.

## Geografia
Murici é uma terra de solos ricos, com abundância de água. No município está localizada a maior área contínua de Mata Atlântica do Nordeste (com cavernas, cachoeiras, flora e fauna variadas), protegida por lei federal, denominada Estação Ecológica de Murici. E na serra do Ouro está localizada a Estação Experimental de pesquisa da cana-de-açúcar, mantida pela Universidade Federal de Alagoas, que participa da Rede Interinstitucional de Desenvolvimento do setor Sucro-Alcooleiro - RIDESA. Ainda assim, a economia rural é pobre e a população do campo vem diminuindo.

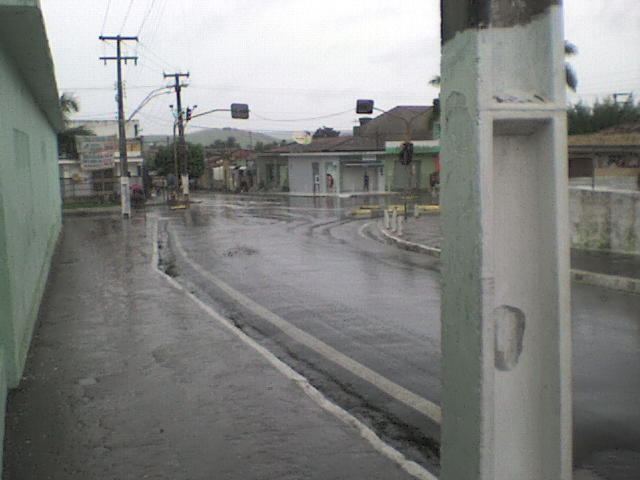
Praça Santa Tereza, 2008.

### Localização
Murici está localizada na Mesorregião do Leste Alagoano e na Microrregião Geográfica da Mata Alagoana, a 9º18’26’’(S) e 35º55’55 ( W),  é uma cidade de fácil acesso, tendo a BR 104 como sua principal rodovia , ocupa uma área de 424 km², sendo um dos maiores municípios de extensão territorial de Alagoas.

### Biodiversidade e lazer
É possível contemplar a biodiversidade da flora e da fauna, compostas por plantas exóticas(bromélias e orquídeas) e animais como pacas, capivara, tatus e muitos pássaros. Alguns não são achados em nenhum outro lugar do planeta, a não ser em Murici, podendo  se encontrar espécies raras como o menor lagarto da América do Sul. Para os praticantes de asa delta, o pico da Serra no Morro do Cruzeiro oferece aos esportistas uma excelente plataforma natural.

### Principais rios
- Rio Mundaú
- Rio Santo Antônio
- Rio Meirin
- Rio Camarajibe

Rio Mundaú
O município integra a bacia do Mundaú, de vertente atlântica, formador da laguna Mundaú, a segunda maior laguna em extensão do Estado. Infelizmente o rio Mundaú é poluído, mas nem sempre ele foi assim, em muitos casos a vinhaça lançada pelas indústrias açucareiras, que causa a poluição no rio Mundaú. A água suja usada no processo de lavagem de canas foi o maior responsável pelo declínio do Mundaú. Os agrotóxicos matam e debilitam muitas pessoas. Outro grande problema dessa região são os casos de esquistossomose ou barriga d’água.

### Relevo
Suas altitudes máximas são encontradas nas serras do Cuscuz, Cajazeiras, Porto Velho, Cocal e da Palha. O município tem relevo intensamente dissecado e rampeado para o litoral.

### Localização geológica
Geologicamente Murici está situado sobre as rochas do embasamento que compõe o Maciço Pernambuco-Alagoas e tem como principais recursos minerais os granitos ( aproveitados artesanalmente como paralelepípedos) e argila (caulim).

### Geomorfologia
Localiza-se sobre os terrenos cristalinos da Encosta Ocidental do Planalto da Borborema. A ação da erosão fluvial e do intemperismo químico que atuam na área, propiciam o aparecimento de encostas convexas e cristas aguçadas, características da dissecação diferencial.

## Economia
- Agricultura
- Cana-de-açúcar
- Pecuária bovina
- Indústria (emergente)

### Agricultura
A agricultura tradicional de subsistência vem caindo, com a produção da batata doce, fava, feijão, milho e mandioca; da mesma forma caem as culturas comerciais da banana, laranja e manga. Pelo seu solo ser muito rico a agricultura é bastante difundida.

### Cana-de-açúcar
Como município da Zona da mata Alagoana, a agroindústria da cana-de-açúcar continua sendo uma das principais fontes econômicas de Murici, mesmo tendo perdido a Usina São Simeão, onde hoje funciona uma escola estadual. No município o números de pessoas que vivem do corte da cana ainda é elevado, muitos deles trabalham na Usina Laginha, em União dos Palmares.

### Pecuária bovina
A pecuária bovina é dominante, com a criação de gado da família Calheiros. e pelos pequenos planteis de ovinos, caprinos e Suínos. É comum alguns moradores criarem cabras nos terrenos e em alguns casos em suas residências, sendo uma pecuária de subsistência.

### Indústria
Tem havido esforço do poder local para atrair novas empresas, através do Núcleo Industrial de Murici, localizado às margens da BR 104, ocupando uma área de 150.000 m², com capacidade para receber 38 empresas.

### Desenvolvimento
De acordo com reportagem da revista Veja, 30,6% da população é analfabeta, grande parte vive em favelas e dois terços dos habitantes dependem do Bolsa Família para sobreviver.
Apesar dos dados indicarem abandono, a cidade já foi beneficiada em quase R$ 40 milhões de reais por cerca de 114 convênios com diversos ministérios.  O Ministério Público está investigando se houve irregularidades na destinação das verbas federais.

## Cultura

### Folclore
- Cavalhada
- Guerreiro
- Pastoril
- Zabumba
- Baiana
- Vaquejada
- Grupo de fanfarra

### Gastronomia
- Carne de sol
- Feijão tropeiro
- Carnes guisadas
- Sarapatel e buchada
- Sururu

### Datas comemorativas
- Festa da padroeira Nossa Senhora das Graças – 2 de fevereiro
- Homenagem ao Padre Cícero
- Carnaval - Bloco Tudo Azul - Terça-feira de carnaval

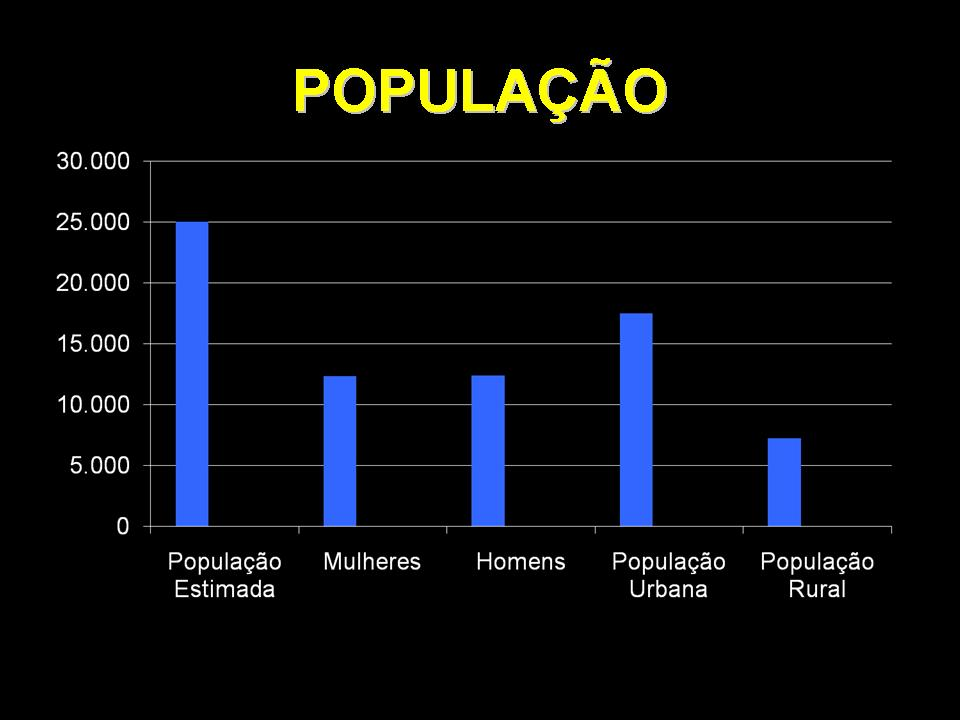
Fonte: História e Geografia dos Municípios Alagoanos.

- Emancipação política – 16 de maio
- Festa da natureza

## Indicadores sociais, econômicos e populacionais
- Taxa de analfabetismo: 43,46 % (2000)
- IDH – M : 0,58 (2000)
- PIB per capita : R$ 1.352 (2003)
- PEA : 7.935 (2006)